# Yuriy Abachakov
Yuriy Yakovlevitch Abachakov (en russe : Юрий Яковлевич Арбачаков) est un boxeur soviétique né le 22 octobre 1966 à Kizes en RSFS de Russie.

## Carrière
Champion d'Europe de boxe amateur à Athènes en 1989 et champion du monde la même année à Moscou dans la catégorie poids mouches, il devient le premier boxeur russe champion du monde professionnel le 23 juin 1992 après sa victoire face au champion poids mouches WBC Muangchai Kittikasem par KO au 8e round. Arbachakov laisse sa ceinture WBC vacante en 1996 après 9 défenses victorieuses. Il essaiera de la reconquérir le 12 novembre 1997 face à Chatchai Sasakul (un adversaire qu'il a déjà battu) mais cette fois, c'est lui qui s'incline aux points. 